# Фактор А (сезон 2)
«Фактор А» — второй сезон российской версии британского проекта The X Factor — музыкального шоу талантов, основной целью которого является поиск и развитие песенного таланта конкурсантов. Все конкурсанты были выбраны путём публичных прослушиваний.
Ведущие второго сезона: Филипп Киркоров и Алексей Чумаков. Жюри второго сезона: певица Лолита, Роман Емельянов и Игорь Николаев. Председатель жюри: Алла Пугачёва.

## Кастинг
В кастинге для участия во втором сезоне проекта приняло участие 8.324 человека из 63 субъектов Российской Федерации. Отбор участников проходил в несколько этапов:
Этап 1: Предкастинг (эти прослушивания дают возможность выступить перед судьями). Проходил 2, 3 и 4 февраля 2012 года в Москве, во Дворце спорта «Лужники»;
Этап 2: Телекастинг (прослушивания перед судьями и зрителями, понравившиеся участники проходят во второй тур). Проходил 2, 3 и 4 февраля 2012 года в Москве, во Дворце спорта «Лужники»;
Этап 3: Телекастинг. Второй тур (в каждой категории судьи выбирают по 3 лучших исполнителя, которые будут бороться за победу в шоу). Проходил 7, 8 и 9 февраля 2012 года на ул. Лизы Чайкиной д.1.

## Съёмки программы
- 01 выпуск программы снимался 2 — 4 февраля 2012 года в Москве, во Дворце спорта «Лужники»
- 02 выпуск программы снимался 7 — 9 февраля 2012 года на ул. Лизы Чайкиной д.1, павильон 2
- 03 и последующие выпуски снимались по четвергам, за три дня до эфира на телеканале «Россия», по адресу ул. Лизы Чайкиной д.1., павильон 1
- 11 и 12 выпуски (Финал и Гала-концерт) были сняты в один день 17 мая 2012 года, по адресу ул. Лизы Чайкиной д.1., павильон 1

## Участники
Ниже указаны только те участники, которые вошли в финал конкурса.
Категория «Группы»
Руководитель: Лолита
- «Мэсседж»
- «Венера»
- «Янкиз»
- «Флеш-моб»

Категория «От 25 лет»
Руководитель: Роман Емельянов
- Олег Романов (25 лет, Москва)
- Юрий Смыслов (30 лет, Вологда)
- Сергей Ревтов (36 лет, Москва)
- Балыков Александр (27 лет, п. Андреевка)

Категория «От 16 до 25 лет»
Руководитель: Игорь Николаев
- Земфира Жемчужная (22 года, Москва)
- Вероника Лысакова (18 лет, Москва)
- Екатерина Лещева (16 лет, Москва)
- Мехряков Алексей (взял на проекте псевдоним Алексей Сулима, 22 года, Барнаул)

## Результаты
Номера участников, которые даны в таблице, использовались для SMS-голосования. «Цветом» выделены графы с исполнителями, занявшие первые три места, а также исполнители, исключенные из проекта на первом отчетном концерте.
| Номер | Исполнитель               | Место |
| ----- | ------------------------- | ----- |
| 1     | Алексей Сулима (Мехряков) | 01    |
| 2     | Группа «Мэсседж»          | 10-12 |
| 3     | Олег Романов              | 10-12 |
| 4     | Екатерина Лещева          | 02    |
| 5     | «Янкиз»                   | 08    |
| 6     | Юрий Смыслов              | 06-07 |
| 7     | Вероника Лысакова         | 06-07 |
| 8     | «Флеш-моб»                | 05    |
| 9     | Александр Балыков         | 03    |
| 10    | Земфира Жемчужная         | 10-12 |
| 11    | «Венера»                  | 09    |
| 12    | Сергей Ревтов             | 04    |

## Общие результаты
Сводная таблица результатов второго сезона проекта.
Обозначения:
| — | исполнитель, занявший первое место;                                            |
| — | исполнитель, занявший второе место;                                            |
| — | исполнители, которых жюри оставило в проекте после попадания в «красную зону»; |
| — | исполнители, покинувшие проект в выпуске;                                      |
| — | исполнители, которые не участвовали в выпуске.                                 |

| Участник                                                  | 03 выпуск                        | 04 выпуск   | 05 выпуск               | 06 выпуск                                               | 07 выпуск               | 08 выпуск                                                                            | 09 выпуск                      | 10 Полуфинал                  | 11 Финал                                       |
| Алексей Сулима                                            |                                  |             |                         |                                                         |                         |                                                                                      |                                |                               | 1 место                                        |
| Екатерина Лещева                                          |                                  |             |                         |                                                         |                         |                                                                                      |                                | Номинация                     | 2 место                                        |
| Александр Балыков                                         |                                  |             |                         | Номинация                                               |                         | Номинация                                                                            | Номинация                      | Выбывание                     | 3 место                                        |
| Сергей Ревтов                                             |                                  |             |                         |                                                         |                         |                                                                                      | Выбывание                      | 4 место                       | 4 место                                        |
| «Флэш-моб»                                                |                                  | Номинация   | Номинация               | Номинация                                               | Номинация               | Выбывание                                                                            | 5 место                        | 5 место                       | 5 место                                        |
| Вероника Лысакова                                         |                                  |             |                         |                                                         | Выбывание               | 6-7 места                                                                            | 6-7 места                      | 6-7 места                     | 6-7 места                                      |
| Юрий Смыслов                                              |                                  |             |                         |                                                         | Выбывание               | 6-7 места                                                                            | 6-7 места                      | 6-7 места                     | 6-7 места                                      |
| «Янкиз»                                                   |                                  |             | Выбывание               | 8 место                                                 | 8 место                 | 8 место                                                                              | 8 место                        | 8 место                       | 8 место                                        |
| «Венера»                                                  |                                  | Выбывание   | 9 место                 | 9 место                                                 | 9 место                 | 9 место                                                                              | 9 место                        | 9 место                       | 9 место                                        |
| Земфира Жемчужная                                         | Выбывание                        | 10-12 места | 10-12 места             | 10-12 места                                             | 10-12 места             | 10-12 места                                                                          | 10-12 места                    | 10-12 места                   | 10-12 места                                    |
| «Месседж»                                                 | Выбывание                        | 10-12 места | 10-12 места             | 10-12 места                                             | 10-12 места             | 10-12 места                                                                          | 10-12 места                    | 10-12 места                   | 10-12 места                                    |
| Олег Романов                                              | Выбывание                        | 10-12 места | 10-12 места             | 10-12 места                                             | 10-12 места             | 10-12 места                                                                          | 10-12 места                    | 10-12 места                   | 10-12 места                                    |
| Голосование жюри: кто должен остаться в проекте           |                                  |             |                         |                                                         |                         |                                                                                      |                                |                               |                                                |
| Роман Емельянов                                           | проводилось закрытое голосование | «Флэш-моб»  | «Янкиз»                 | Александр Балыков                                       | Юрий Смыслов            | Александр Балыков                                                                    | Александр Балыков              | Александр Балыков             | результат определялся зрительским голосованием |
| Лолита Милявская                                          | проводилось закрытое голосование | «Флэш-моб»  | «Флэш-моб»              | «Флэш-моб»                                              | «Флэш-моб»              | «Флэш-моб»                                                                           | Сергей Ревтов                  | Екатерина Лещева              | результат определялся зрительским голосованием |
| Игорь Николаев                                            | проводилось закрытое голосование | «Флэш-моб»  | «Флэш-моб»              | «Флэш-моб»                                              | Вероника Лысакова       | Игорь Николаев отказался голосовать ввиду того, что пропустил выступления участников | Александр Балыков              | Екатерина Лещева              | результат определялся зрительским голосованием |
| Алла Пугачёва голос Аллы Пугачёвой равняется двум голосам | проводилось закрытое голосование | —           | «Флэш-моб» (два голоса) | решением председателя было дать шанс обоим исполнителям | «Флэш-моб» (два голоса) | Александр Балыков (два голоса)                                                       | Александр Балыков (два голоса) | Екатерина Лещева (два голоса) | результат определялся зрительским голосованием |

## Выпуски
Второй сезон «Фактора А» начал выходить в эфир 10 марта 2012 года.
01 выпуск (10 марта 2012) — первый этап Телекастинга.
02 выпуск (18 марта 2012) — второй этап Телекастинга, определение участников-финалистов проекта. По формату шоу их должно быть по три в каждой категории. Итого — 9. Однако по решению главного судьи конкурса — Аллы Пугачевой, — в каждую категорию выбрали по 4 участника (итого — 12), с условием, что «лишние» отсеются на первом отчетном концерте.
03 выпуск (25 марта 2012) — первый отчётный концерт (тема: «Песни о любви»). В связи с тем, что по просьбе Аллы Пугачевой был изменён формат шоу (в финал проекта попали не 9, а 12 исполнителей), на первом отчетном концерте по решению жюри из каждой категории были исключены по одному участнику. Таким образом ко второму отчетному концерту шоу вошло в привычный формат (в первом сезоне ко второму отчетному концерту пришло также 9 участников). Исключенные участники: Группа «Мэсседж», Олег Романов и Земфира Жемчужная.
04 выпуск (1 апреля 2012) — второй отчётный концерт (тема: «Застольные песни»). По результатам зрительского голосования меньше всего голосов набрали подопечные Лолиты: группы «Венера» и «Флеш-моб». Жюри единогласно высказалось за исключение из проекта группы «Венера».
05 выпуск (8 апреля 2012) — третий отчетный концерт (тема: «Любимые песни участников проекта»). На этот раз меньше всего зрительских голосов набрали группы «Янкиз» и «Флеш-моб». Но жюри снова оставило в проекте «Флеш-моб» (против был только Роман Емельянов), исключив «Янкиз».
06 выпуск (15 апреля 2012) — выпуск, посвященный дню рождения Аллы Пугачевой (тема: «Песни в стиле диско»). И снова меньше всего зрительских голосов набрала группа «Флеш-моб»; с ней в «красную зону» попал и Александр Балыков. За исключение Балыкова проголосовали Лолита и Николаев, Емельянов голосовал за исключение группы «Флеш-моб». Решающее слово было за Пугачевой (её голос равняется двум голосам, так что ничьей быть не могло). В честь своего Дня рождения Алла Борисовна оставила в проекте всех.
07 выпуск (22 апреля 2012) — пятый отчетный концерт (тема: «Песни, выбранные наставниками»). Поскольку на прошлой программе никто не покинул проект, на этой исключали сразу двух участников, поэтому в «красную зону» попали трое: группа «Флеш-моб», Вероника Лысакова и Юрий Смыслов. Все они — представители трех категорий, поэтому наставники голосовали за то, что в проекте остались именно их подопечные. Таким образом, решающее слово снова было за Аллой Пугачевой. Она оставила в проекте «Флеш-моб».
08 выпуск (29 апреля 2012) — шестой отчетный концерт (тема: «Песни Игоря Николаева»). В пятый раз группа «Флеш-моб» попала в «красную зону». Вместе с ней там оказался Александр Балыков. Жюри проголосовало следующим образом: Лолита и Роман Емельянов поддержали своих подопечных, а Игорь Николаев отказался голосовать, мотивируя это тем, что опоздал на съемку и не видел выступления конкурсантов. Снова решающее слово было за Аллой Пугачевой. Она исключила «Флеш-моб».
09 выпуск (6 мая 2012) — седьмой отчетный концерт. Так как конкурсантов осталось четверо, начиная с этого выпуска они исполняют по две песни, а сам концерт состоит из двух отделений. Тема первого — «Песни из кинофильмов», второго — «Зарубежные песни». В третий раз меньше всего голосов набрал Александр Балыков. Вместе с ним в «красной зоне» очутился Сергей Ревтов. Жюри голосовало следующим образом: Лолита — за исключение Балыкова, все остальные члены жюри — за исключение Ревтова. Проект, соответственно, покинул Сергей Ревтов.
10 выпуск (13 мая 2012) — восьмой отчетный концерт. Полуфинал. Участников осталось трое, и они исполняли по две песни. Тема первого отделения — «Дуэт со звездой», второго — «Авторская песня». По итогам голосования в «красной зоне» оказались Екатерина Лещёва и Александр Балыков (в четвёртый раз). Роман Емельянов голосовал за исключение Лещёвой, остальные судьи — против Балыкова. В проекте осталась Екатерина Лещёва.
11 выпуск (20 мая 2012) — ФИНАЛ. В финале проекта сразились Алексей Сулима и Екатерина Лещёва. Исполнители спели дуэтом, а также по две сольные песни (тема первой: «Лучшая песня, исполненная на проекте», тема второй песни: «Песня, не спетая в проекте»). Победитель определялся зрительским голосованием. Им стал Алексей Сулима.
12 выпуск (27 мая 2012) — Гала-концерт

## Призы
Победитель проекта — Алексей Сулима — в качестве приза получил:
- 50.000 долларов США
- Ротацию песни на волнах «Русского Радио»

Екатерина Лещёва, занявшая второе место получила:
- «Золотую звезду Аллы» — спец. приз от Аллы Пугачёвой
- Денежную премию в размере 20.000 евро (≈25.500 долларов США) — спец. приз от Аллы Пугачёвой

## Рейтинги
На протяжении всего второго сезона программа «Фактор А» показывала хорошие рейтинги. Так в «ТОПе программ дня» она располагалось на 2-8 позициях (в зависимости от недели); в ТОПе «Развлекательных программ дня» — на 1-2 позиции. Сводный рейтинг приведен ниже. Он составлен по открытым данным компании tns-global в регионе «Россия». Цифры в таблице — позиции, занимаемые в рейтинге.
| № выпуска | Неделя исследования | ТОП-100 недели | ТОП-дня    | Развлекательная программа недели | Развлекательная программа дня |
| --------- | ------------------- | -------------- | ---------- | -------------------------------- | ----------------------------- |
| 1         | 5 — 11 марта 2012   | 7              | 2          | 3                                | 1                             |
| 2         | 12 — 18 марта 2012  | 24             | 8          | 6                                | 2                             |
| 3         | 19 — 25 марта 2012  | 12             | 4          | 3                                | 1                             |
| 4         | 26 мар — 1 апр 2012 | 11             | 3          | 3                                | 2                             |
| 5         | 2 — 8 апреля 2012   | нет данных     | нет данных | нет данных                       | нет данных                    |
| 6         | 9 — 15 апреля 2012  | 26             | 5          | 9                                | 2                             |
| 7         | 16 — 22 апреля 2012 | 17             | 5          | 7                                | 2                             |
| 8         | 23 — 29 апреля 2012 | нет данных     | нет данных | нет данных                       | нет данных                    |
| 9         | 30 апр — 6 мая 2012 | 22             | 2          | 6                                | 1                             |
| 10        | 7 — 13 мая 2012     | 18             | 4          | 2                                | 1                             |
| 11        | 14 — 20 мая 2012    | 19             | 7          | 4                                | 1                             |
| 12        | 21 — 27 мая 2012    | 25             | 7          | 5                                | 2                             |

## Комментарии
1. ↑  Данная информация озвучена в первом эпизоде проекта